# メリー喜多川
メリー 喜多川（メリー きたがわ、Mary Y. Kitagawa、本名：藤島メリー泰子〈ふじしま メリー やすこ〉、1927年〈昭和2年〉12月26日 - 2021年〈令和3年〉8月14日）は、日本の実業家、芸能プロモーター。ジャニーズ事務所（現・SMILE-UP.）名誉会長、レコード会社「ジャニーズ・エンタテイメント」の代表取締役社長を務めた。
弟はジャニーズ事務所の創業者・初代社長のジャニー喜多川。

## 略歴

### 生い立ち・人物
リトル・トーキョーにある高野山真言宗米国別院の僧侶・喜多川諦道の長女として、1927年12月26日にアメリカ・ロサンゼルスに生まれる。父は1946年2月から1948年2月まで、プロ野球チーム「ゴールドスター」のマネージャーだった。
1933年、喜多川一家（父、母、ジャニー喜多川を含む弟2人）は日本に渡り、大阪市で暮らした。間もなくして母親が死去。やがて第二次世界大戦が始まると、子供たちだけで和歌山県東牟婁郡那智勝浦町に疎開した。
1947年、弟2人とともに再渡米。その後、弟のジャニーは1952年に、メリーは1957年に日本に再帰国した。
1950年代後半、四谷三丁目の円通寺坂入口右手の角にて酒場でスナック「スポット」を開業し、店主を務める。
バーの客だった上智大学卒で皇室とも縁の深い東京新聞記者（のちに作家）で、当時高浜虚子の娘・朋子の夫・藤島泰輔に接近、二人は内縁関係となり、離婚が成立しないまま、藤島ジュリー景子をもうける。その後、藤島が正妻の朋子と離婚するまで内縁関係が長く続き、1972年に藤島の離婚が成立、藤島と入籍した。

### ジャニーズ事務所
1962年6月に末弟のジャニーと、芸能事務所「ジャニーズ事務所」を興す。
メリーは自身が店主を務めたスナックを閉店、事務所の経理や経営全般を担当するようになった。その後、1962年に初代・ジャニーズをデビューさせることに成功。（その後、初代ジャニーズはジャニーによる性加害を受け裁判となるがメリーの手腕により表面化を阻止した。詳しくは「ジャニー喜多川性加害問題」を参照）。
また、フォーリーブスのスタイリストなども受け持った。
以降、ジャニーズ事務所副社長時代は、少年をスカウトし、その後の扱いやショーのプロデュースをする弟・ジャニーと役割分担をし、会社経営の全般を取り仕切ることとなった。
ジャニーズのタレントが舞台上で素早く衣装を変える『早着替え』に使われる『早変わり衣装』の実用新案を1976年に出願している。
近藤真彦、田原俊彦、野村義男の3人がユニットを組んだ「たのきんトリオ」を地上波テレビ番組へ売り込み、ドラマをはじめ、多くの番組への起用を勝ち取るなど営業手腕をみせた。以降、ジャニーズ事務所の実質的な経営面に携わった。

### 晩年・死去
長年、ジャニーズ事務所副社長を務めていたが、2019年7月にジャニーが亡くなったことを受け、同年9月27日付の役員人事にてジャニーズ事務所代表取締役会長に就任。
2020年9月4日付で代表取締役会長を退任し名誉会長となる。
2021年8月14日午前7時35分、肺炎のため東京都内の病院で死去。93歳没。墓は弟のジャニーと同じ和歌山県伊都郡高野町、高野山にある。

## 人物
- ジャニーとともに多くのタレントを育て上げた反面、事務所の方針・決定に従わない所属タレントを厳罰に処するなど、企業人および芸能プロモーターとして厳しい側面も持つ。一方で自身が評価したタレントを重用した。また、類似の男性アイドルグループを起用しないよう、テレビ局幹部に厳しく言い渡したとされる。メリーと悶着を起こした元・所属者として、田原俊彦、元男闘呼組の高橋和也、元SMAPの森且行、飯島三智などがいる。
- 芸能の神を祀ることで知られる豊川稲荷東京別院を古くから贔屓にしており、その豊川稲荷の名から引用して、豊川誕に芸名を命名した[9]。
- 没後に『女帝メリー喜多川』（小菅宏、青志社、2022年4月）が出版。著者の小菅は集英社の元・芸能誌編集者。
- ジャニーズ事務所が設置した外部の専門家で構成されたジャニー喜多川性加害問題に関する調査チームは、2023年8月29日の会見で、被害の拡大を招いた最大の要因はメリーにあると指摘した[10]。
- メリーの弟であるジャニーはデビュー前の多数の10代を中心とする少年たちに長期間・広範に性加害を繰り返していたが、メリーはジャニーの性加害を知りながらも問題を放置し、外部に対して隠蔽していたとされ、本件は英国国営放送・BBCによって表面化した。永年、多くの被害が申告され、ジャーナリストらにより追及を受けていたが、メリーを中心に全てを隠蔽した。これは2024年に各テレビ局が検証番組で明らかにされた[10]。